# Allyson (futebolista)
Allyson Araújo dos Santos, mais conhecido como Allyson (Aracaju, 28 de janeiro de 1982), é um futebolista brasileiro que atua como zagueiro Teve passagens por diversos clubes brasileiros, principalmente da região nordeste, mas jogou também na Turquia, Portugal, Chipre e Azerbaijão.[carece de fontes?]

## Carreira
Sergipano, o jogador defendeu Itabuna e Coritiba-SE no início da carreira. Já em 2005, ao passar pelo Bahia, é negociado pelo tricolor nordestino para o futebol turco do Çaykur Rizespor, antes do retorno ao Brasil em 2007 para defender o Náutico, onde ficou por um período de seis meses. Depois, regressou à Turquia ficando por um periodo de 18 meses, quando esteve no Denizlispor e no Vestel Manisaspor.
Em 2009 ele foi emprestado pelo clube turco Vestel Manisaspor ao Juventude e participou da campanha que culminou com o rebaixamento do clube à Série C do Brasileirão. Seis meses depois foi para o Santa Cruz, onde Allyson era o capitão do time quando o Tricolor pernambucano eliminou o Botafogo na Copa do Brasil de 2010. Mas em agosto de 2010, o Fortaleza acertou sua contratação.
No início da temporada de 2011, assinou contrato com a Cabofriense/RJ e, por problemas particulares, deixou o clube sendo contratado pelo Bahia de Feira. E na equipe de Feira de Santana foi campeão baiano, tendo inclusive na final marcado um dos gols do time feirense que bateu o Vitória no Barradão por 2 a 1 e conquistou o inédito título do Campeonato Baiano de Futebol, num jogo que aconteceu no dia 15 de maio de 2011.
Após deixar o Bahia de Feira, ainda em 2011 foi transferido a custo zero para o FC Penafiel,[carece de fontes?] de Portugal. Já em 2012, esteve no Ethnikos Achna, do Chipre, antes do retorno ao Brasil em 2013 para defender o Sobradinho Esporte Clube (DF).[carece de fontes?] E como zagueiro do Sobradinho, Allyson, foi muito elogiado pela imprensa local no empate sem gols diante do Botafogo na primeira partida da Copa do Brasil de 2013.
Posteriormente, após sua saída do Sobradinho (DF), retorna ao futebol internacional, pois foi transferido para o FK Baku, do Azerbaijão. Mas, depois foi repatriado pelo Central Sport Club (PE)[carece de fontes?] e volta ao Brasil. Já em dezembro de 2014, Allyson foi apresentado pelo Marcílio Dias, de Santa Catarina, como um dos reforços do clube para a disputa do Campeonato Catarinense de 2015.
No dia 04 de fevereiro de 2016, Allyson teve o seu nome publicado no Boletim Informativo Diário (BID) da CBF e fica à disposição do Jacobina no Campeonato Baiano. Ainda em 2016, disputando a Segundona Catarinense, fez parte do elenco do Tubarão que conquistou o acesso do clube à elite do Futebol Catarinense. Na temporada seguinte, em 2017, retornou ao Jacobina. Já em 2018 esteve no Alagoinhas-BA.[carece de fontes?]

## Curiosidades
Em 2005, quando jogava pelo Bahia, no início da carreira, decidiu comprar seu próprio pedaço de terra e começar sua criação de cavalos. A paixão pelo animal vem desde criança, quando montava na roça de um tio, em Barra dos Coqueiros, município de Sergipe, onde nasceu. Mas o curioso é que em 2011, quando era zagueiro do Bahia de Feira, pelo menos uma vez por semana, Alysson chegava no centro de treinamento montado a cavalo. E a cena sempre gerava resenha entre jogadores e comissão técnica.